# Масловский сельский совет (Крым)
Ма́словский се́льский сове́т (укр. Маслівська сільська рада, крымскотат. Teñ Suv köy şurası) — согласно законодательству Украины — административно-территориальная единица в Джанкойском районе Автономной Республики Крым, расположенная в северной части Джанкойского района, в степной зоне полуострова. Население по переписи 2001 года — 3755 человек, к северо-западу от Джанкоя.
Сельсовет был выделен из состава Завет-Ленинского в 1972 году. Депутатский корпус составлял 20 человек.
К 2014 году в состав сельсовета входили три села:
- Маслово
- Комсомольское
- Субботник

## История
Масловский сельский совет выделен из состава Завет-Ленинского в 1972 году и на 1 января 1977 года уже имел современный состав. С 12 февраля 1991 года сельсовет в восстановленной Крымской АССР, 26 февраля 1992 года переименованной в Автономную Республику Крым. С 21 марта 2014 года в составе Крыма аннексирован Россией. Законом «Об установлении границ муниципальных образований и статусе муниципальных образований в Республике Крым» от 4 июня 2014 года территория административной единицы была объявлена муниципальным образованием со статусом сельского поселения.